# Michał Sołtan (wokalista)
Michał Sołtan (ur. 25 lipca 1985 w Warszawie) – polski wokalista, multiinstrumentalista, aranżer, performer, producent i wydawca muzyczny.

## Edukacja
Edukację muzyczną rozpoczął w Ogólnokształcącej Szkole Muzycznej I stopnia im. Stanisława Moniuszki w Warszawie, gdzie w pierwszej klasie, zachęcony przez miniserial Rodzina Straussów, uczył się gry na skrzypcach, w drugiej na fortepianie. Ze względu na kontuzję po dwóch latach przerwał edukację muzyczną. Uczęszczał do LXXV Liceum Ogólnokształcącego im. Jana III Sobieskiego w Warszawie. Następnie studiował Muzykologię na Uniwersytecie Warszawskim.
Ukończył Wydział Jazzu w Zespole Państwowych Szkół Muzycznych im. Fryderyka Chopina w Warszawie w klasie gitary jazzowej u Piotra Lemańskiego.

## Kariera zawodowa

### Początki
Karierę muzyczną rozpoczął w wieku 13 lat, gdy w 1999 roku grał we własnym zespole metalowym BattleCry, następnie w 2001 roku został współzałożycielem zespołu prog rockowego Alter Ego, przekształconego po jakimś czasie w Alters. Pod koniec 2006 roku nagrał z Alters pierwszą płytę – MILD (skrót od Mnemonic Induction Of Lucid Dreams). W 2008 roku odszedł z formacji.

### Imagination Quartet
W 2009 roku wraz z perkusistą Maciejem Dziedzicem założyli Imagination Quartet, w którym występował jako gitarzysta. W skład zespołu weszli też saksofonista tenorowy Damian Pińkowski oraz basista Dariusz Świtalski. Grupa występowała na wielu festiwalach jazzowych, w tym między innymi Krokus Jazz Festival, Jazz Juniors czy Dreszer Jazz Festival. Ponadto w czerwcu 2010 r. Imagination Quartet wystąpił na otwarciu wystawy World Press Photo. Jesienią tego samego roku zespół wyruszył w pierwszą trasę koncertową. W 2012 roku zagrali koncert w Danii w ramach Copenhagen Jazz Festival. Występowali również w Niemczech – w 2013 roku na festiwalu JazzFest Berlin, rok później na festiwalu Jazzmeile Thuringen. W 2014 roku zespół koncertował w Chinach podczas trasy „China Tour”.
Podczas swojej działalności wydali dwie płyty: „IQ” (2011) i „Mallada” (2015), której tytuł jest tożsamy z tytułem najważniejszego dla Sołtana utworu, który Michał napisał z miłości.

### Inne projekty
W latach 2011–2019 współprowadził Funk & Jazz Jam Session w każdy poniedziałek, kolejno w klubach Barometr, Harenda i Worek Kości. W latach 2016–2019 co jakiś czas prowadził również jam sessions m.in. w Teatrze BOTO w Sopocie, oraz w Mono Kitchen w Gdańsku. Od 2015 poprowadził blisko 80 warsztatów „Uwolnij muzykę” dla dzieci, młodzieży i dorosłych. Na przełomie lat 2016 i 2017 prowadził talk-show „Muzyk w formie” na platformie YouTube.
Jest właścicielem wydawnictwa muzycznego SoltanArtGroup.

### Kariera solowa
Występy solowe rozpoczął wiosną 2015 roku, kiedy to wziął udział w 9. Edycji Must Be The Music. Tylko Muzyka w telewizji Polsat, wykonując autorską piosenkę „Najlepiej”.
W 2016 roku wydał singiel „Pan Sowa”. Rok później wydał trzy single w klimacie popowym: „Najlepiej” (w czerwcu), „W chowanego” (w sierpniu) i „Weź” (w listopadzie). Ten ostatni promował jego pierwszy solowy album „MaloGranie” wydany 17 listopada 2017 roku. W płycie jako goście specjalni udział wzięli m.in. Dante Luciani, Russ Spiegel, Ireneusz Wojtczak i inni. Znalazły się tam również trzy poprzednie single, przekształcone w styl jazzowy w bardziej instrumentalnych aranżacjach. Ponadto na płycie można było usłyszeć utwory: „Niechaj”, „SercoSłońce”, „Mallada” (również w wersji Imagination Quartet), „Wchodzisz”, „Ciary” oraz „Dzieje się”. Ten ostatni znalazł się w finale konkursu „Debiuty” na LV Krajowym Festiwalu Piosenki Polskiej w Opolu.
15 marca 2020 roku w ramach akcji #calapolskawychodzinabalkony, mającej na celu podziękowanie brawami Służbie Zdrowia za pracę w dobie epidemii koronawirusa, wykonał na swoim balkonie utwór „Pan Sowa”. Od tego czasu codziennie przez 60 dni wychodził na balkon grać dla swoich sąsiadów w czasie kwarantanny. Nagrania z tych występów zdobyły ogromną popularność i mówiono o nich w najbardziej znanych polskich portalach internetowych i telewizjach.
Również w marcu wydał singiel Origami Blues, który znalazł się na 42. miejscu Listy przebojów Programu Trzeciego Polskiego Radia.
W grudniu 2020 roku razem z Limboskim, Tymonem Tymańskim oraz Damianem Ukeje wziął udział w projekcie „Poeci+”, w ramach którego komponowali muzykę do wierszy Władysława Broniewskiego, Krzysztofa Kamila Baczyńskiego, Józefa Baki, Andrzeja Bursy, Seweryna Goszczyńskiego, Cypriana Kamila Norwida i Stanisława Wyspiańskiego.
W 2021 roku wydał dwa kolejne single – w lutym „Zakochaj się” (z udziałem Jagody Stach), w maju „Spacer”, do którego tekst powstał we współpracy z Magdą Czapińską.
W listopadzie 2022 roku wyruszył w trasę koncertową „Nie mów nikomu”, którą promował wydany wówczas singiel o tym samym tytule. Muzykę do niego napisał sam Sołtan, zainspirowany piosenką „A Change Is Gonna Come” Sama Cooke’a. Tekst utworu jest autorstwa Jarosława Maślanki.
W 2023 roku wziął udział w 14. edycji programu The Voice Of Poland, w której będąc częścią drużyny Marka Piekarczyka doszedł do odcinków półfinałowych. W listopadzie na potrzeby show wydał singiel „Niespotykani” (wyd. Universal Music Polska).

### MaloGranie
Od 2014 roku wraz z Magdaleną Maleną Jankowską współtworzy cykl performance’ów o nazwie „MaloGranie”, który w 2016 roku postanowili przenieść na scenę. Nazwa powstała w wyniku połączenia dwóch słów: „malowanie” i „granie”. Wynika to z faktu, że podczas występów Michał tworzy swoją muzykę na żywo, a w tym samym czasie Malena – również na scenie – maluje obraz. W tej formule wystąpili ponad 20 razy, m.in. w sopockim Teatrze BOTO, podczas Nocy Muzeów w Warszawie, czy Polskich Dni Narciarskich w Madonna Di Campiglio we Włoszech.